# کوئل هن
کوئل هن (انگلیسی: Coel Hen) شخصیتی برجسته در ادبیات و افسانه ولز از قرون وسطی است. رهبر قرن چهارم در بریتانیا (استان روم) یا بریتانیای زیرمجموعه روم و مولد چندین خط پادشاهی در Yr Hen Ogledd (The Old North), منطقه ای از بریتونیک زبان‌های بریتونی-منطقه ای که اکنون در شمال انگلستان شمالی و جنوب اسکاتلند صحبت می‌کند.